# Public Health Film Festival
El Public Health Film Festival (PHFF) es un festival de cine organizado por la Public Health Film Society (PHFS). Debutó en el año 2014 y se lleva a cabo cada dos años, especializándose en películas sobre temas de salud.
Las primeras tres ediciones han sido apoyadas por The Oxford Research Centre for the Humanities (TORCH) en el Departamento de Humanidades Radcliffe en Oxford, Inglaterra. En la tercera edición se introdujo el Premio de la Audiencia, el cual fue ganado por el filme Lucy: Breaking the Silence.